# Elkan Bauer
Elkan Bauer (Nikolsburg, 4 aprile 1852 – Theresienstadt, 20 settembre 1942) è stato un compositore austriaco, contemporaneo e amico di Johann Strauss II.

## Biografia
Fatto prigioniero dai tedeschi, fu ucciso nel campo di concentramento di Theresienstadt (nella odierna Repubblica Ceca) all'età di novant'anni. I nazisti dopo averlo arrestato, bruciarono tutti i suoi averi: la casa, i documenti, le opere. Miracolosamente, grazie ad un cugino di Elisa Springer, fuggito frettolosamente con la famiglia in Inghilterra prima della Notte dei cristalli, si salvarono due partiture musicali inedite di walzer (Aeroplan Walzer e Diana Walzer).
La scrittrice Elisa Springer ha conservato le partiture inedite del nonno materno a Manduria fino al giorno della sua morte. Nel maggio del 1999 le due partiture furono eseguite, in anteprima mondiale, al Teatro Politeama Greco di Lecce dall'Orchestra Sinfonica ICO Tito Schipa diretta dal maestro Realino Mazzotta, che revisionò e ricostruì le parti mancanti delle due composizioni. Il concerto fu presentato dal giornalista televisivo e scrittore Corrado Augias e dall'ambasciatore d'Austria in Italia Günter Birbaum. I brani furono rieseguiti successivamente a Vienna.